# Кезьёль (приток Ламбейёли)
Кезьёль (Кезъёль) — река в России, течёт по территории Ижемского района Республики Коми. Устье реки находится в 8 км по левому берегу реки Ламбейёль. Длина реки составляет 14 км.

## Данные водного реестра
По данным государственного водного реестра России относится к Двинско-Печорскому бассейновому округу, водохозяйственный участок реки — Печора от впадения реки Уса до водомерного поста Усть-Цильма, речной подбассейн реки — бассейны притоков Печоры ниже впадения Усы. Речной бассейн реки — Печора.
Код объекта в государственном водном реестре — 03050300112103000074826.